# Jacques Dynam
Jacques Dynam; właśc. Jacques André François Joseph Barbé (ur. 30 grudnia 1923 w Montrouge, zm. 11 listopada 2004 w Paryżu) – francuski aktor filmowy i teatralny. W ciągu trwającej przeszło 60 lat aktorskiej kariery zagrał ponad 130 filmowych ról.
Polskim widzom kojarzy się przede wszystkim z roli w cyklu komedii o Fantomasie, gdzie zagrał u boku Louisa de Funèsa. Dynam wcielił się w postać inspektora Michela Bertranda, który wraz ze swym przełożonym komisarzem Juvem (w tej roli de Funès) ściga tytułowego nieuchwytnego przestępcę. Dynam i de Funès mieli okazję zagrać razem już w kilku filmach z lat 50. Po sukcesie Fantomasa pojawili się jeszcze wspólnie na ekranie w jednej ze scen filmu "Wielkie wakacje" (1967). 
Aktor swoją ostatnią rolę zagrał w filmie Fanfan Tulipan w reż. Gérarda Krawczyka z 2003. Zmarł w paryskim szpitalu w wyniku komplikacji związanych z zapaleniem płuc w 2004.

## Wybrana filmografia
- Demony świtu (1946) jako Gauthier
- Milionerzy jednego dnia (1949) jako Michel
- Vient de paraître (1949) jako dziennikarz
- Noc jest moim królestwem (1951) jako Jean Gaillard
- Życie jest grą (1951)
- Bez adresu (1951) jako dziennikarz
- Kadet Rousselle (1954) jako karczmarz
- Niemożliwy pan Pipelet (1955) jako gazeciarz
- Zbrodnia i kara (1956) jako klient pani Orvet
- Taxi, ruletka i corrida (1958) jako Pedro
- Karambole (1963; znany także pod tytułem Jak przyspieszyć swoją karierę) jako Macheron
- Polowanie na mężczyznę (1964) jako gangster
- Czarująca idiotka (1964) jako policjant
- Pan do towarzystwa (1964) jako ojciec Isabelli
- Mysz domowa (1964; znany także pod tytułem Boss w spódnicy) jako właściciel kawiarni
- Fantomas (1964) jako inspektor Michel Bertrand
- Fantomas powraca (1965) jako inspektor Michel Bertrand
- Niebieskie ptaki (1965) jako szofer Ribera
- Sławna restauracja (1966) jako kelner
- Fantomas kontra Scotland Yard (1966) jako inspektor Michel Bertrand
- Wielkie wakacje (1967) jako pan Crozac, rozwoziciel węgla
- Pułkownik i oszust (1968) jako policjant
- Francuski łącznik II (1975) jako inspektor Genevoix
- Blask kobiecości (1979)
- Mordercze lato (1983) jako Ferraldo
- Pani Bovary (1991) jako o. Bournisien
- Dzieci bagien (1999)
- Fanfan Tulipan (2003) jako pan Chaville